# Max Oesau
Max Oesau (* 29. April 1937 in Rostock) ist ein deutscher Jurist und Hochschullehrer für Seerecht sowie Autor von maritimer Fachliteratur mit dem thematischen Schwerpunkt Seehandelsrecht.

## Leben und Wirken
Max Oesau wurde als Sohn eines Zimmermanns geboren. Nach einer Lehre zum Maschinenschlosser im Dieselmotorenwerk Rostock war er von 1954 bis 1959 in diesem Beruf tätig. An der Arbeiter-und-Bauern-Fakultät legte er 1959 das Abitur ab. Das anschließende Studium der Wirtschaftswissenschaften mit dem maritimen Schwerpunkt „See- und Hafenwirtschaft“ an der Universität Rostock beendete er 1963 als Diplom-Wirtschaftler. Danach arbeitete er bis 1964 im Seehafen Rostock als Bereichs-Ökonom und Technologe. Von 1964 bis 1970 war er bei der Kammer für Außenhandel der DDR als Leiter der Direktion Seeschiffahrt und als Dispacheur tätig. Mit der Dissertation „Die ökonomische Bedeutung der Dispachierung und Fragen ihrer gesetzlichen Neuregelung“ erfolgte 1969 seine Promotion zum Dr. oec. an der Universität Rostock.
1970 begann Oesau an der Ingenieurhochschule für Seefahrt Warnemünde/Wustrow (IHS) als Oberassistent und hatte bis 1972 die Funktion des stellvertretenden Sektionsdirektors der Sektion Grundlagenausbildung. 1971 erwarb er die Lehrbefähigung (Facultas Docendi) für Seerecht und war an der IHS von 1972 bis 1978 als Hochschul-Dozent für Seehandelsrecht tätig. Die SED-Parteizeitung Neues Deutschland veröffentlichte 1976 eine Stellungnahme von ihm als damaliger Dozent an der IHS. Darin zählte er sich mit seiner Verhaltensweise zu den Kommunisten.
Anfang des Jahres 1986 wurde eine Sektion „Seewirtschaft“ zur „Intensivierung der gesellschaftswissenschaftlichen Aus- und Weiterbildung sowie Forschung“ an der IHS gebildet und Oesau wurde als Direktor dieser Sektion berufen. Anlässlich der FDJ-Studententage 1987 in Warnemünde an der IHS sprach der inzwischen zum „Prorektor für Gesellschaftswissenschaften“ und Professor ernannte Max Oesau „zu juristischen Fragen, die bei Schiffsunfällen auftreten können.“
Bereits seit 1972 war er mit Unterbrechungen als Leiter des Wissenschaftsbereichs Seerecht an der IHS tätig und übte diese Funktion bis 1978 aus. Nach seiner Habilitation zum Dr. sc. oec. (Seerecht) an der Universität Rostock war Oesau bis 1991 Professor für Seehandelsrecht an der IHS und wurde 1990 eingegliedert in die Juristische Fakultät der Universität Rostock.
Oesau war von 1992 bis 2004 Geschäftsführer der privaten Wirtschafts- und Technikakademie Rostock-Warnemünde, die bereits 1990 als Ausgründung aus der Hochschule für Seefahrt Warnemünde/Wustrow als „WTA GmbH“ gegründet wurde.
Von 1974 bis 1990 war Oesau zudem Vorstandsmitglied der Gesellschaft für Seerecht der DDR. Von 1971 bis 1993 war er auf internationaler Ebene Vorstandsmitglied der „International European Association of Average Adjuster“ und von 1988 bis 1991 Schiedsrichter am „Internationalen Schiedsgericht für See- und Binnenschiffahrt“ in Gdynia.

## Ehrungen
Für sein Wirken wurde Max Oesau mit der Verdienstmedaille der Seeverkehrswirtschaft in 1976 (Bronze) und in 1986 (Silber) sowie in 1981 mit der Humboldt-Medaille in Bronze geehrt.

## Publikationen (Auswahl)
- mit Werner Schmidtke: Der sozialistische Außenhandel. Informationsmaterial für den Seehafen und die Kooperationsbetriebe. VEB Seehafen, Rostock 1967.
- Die ökonomische Bedeutung der Dispachierung und Fragen ihrer gesetzlichen Neuregelung. Dissertation A, Universität Rostock 1969.
- Die grosse Haverei. Transpress Verlag für Verkehrswesen Berlin 1973.
- Die Gestaltung des Versicherungsschutzes für die Seehandelsflotte der DDR unter besonderer Berücksichtigung internationaler Entwicklungstendenzen. Dissertation B, Universität Rostock 1978.
- mit Jörgen Haalck; Günter Hepper: Kommentar zum Seehandelsschiffahrtsgesetz der DDR vom 05.03.1976. In: Neue Justiz, 13/1976, S. 388 ff. sowie 1979 im Staatsverlag der DDR[1]
- mit Albert Rupprecht: Die Grosse Haverei und das Dispacheverfahren in der DDR. Studienmaterial, Verlag: Ingenieurhochschule für Seefahrt, Warnemünde/Wustrow, um 1980, DNB 800873645
- Beweissicherung bei Ladungsschäden. Transpress Verlag für Verkehrswesen, Berlin 1980.
- Hauptautor in: Ulrich Scharnow (Hrsg.): transpress Lexikon Seefahrt. Ab der 3. Auflage (1981) bis zur 5. Auflage (1988).[10][11][12]
- Große Haverei und Dispache in der Seeschiffahrt. Erläuterungen. Verlag: Kammer für Außenhandel der DDR, Juristischer Dienst, Berlin 1983, DNB 209386347
- Die Seeversicherung der DDR: Versicherung der Schiffahrtsbetriebe. Studienmaterial, Verlag: IHS Warnemünde/Wustrow, 1984, DNB 1016656955.
- Bedeutung und Anwendung seehandelsrechtlicher Normen in der Hochseefischerei. In: Beiträge zum nationalen und internationalen Seerecht. Gesellschaft für Seerecht Rostock, Heft 11, 1986, S. 55–68.
- mit Günter Hepper: Gesetze, Normen, Konventionen. Seerecht in der Entwicklung. In: Jahrbuch der Schiffahrt. Jg. 1982, Transpress Verlag, Berlin 1982, S. 30–34, (DNB 012893536).